# Candilichera
Candilichera település Spanyolországban, Soria tartományban. Candilichera Alconaba, Renieblas, Aldehuela de Periáñez, Arancón, Cabrejas del Campo, Aldealafuente és Almenar de Soria községekkel határos. Lakosainak száma 104 fő (2024).

## Népesség
A település népessége az elmúlt években az alábbi módon változott:
| Lakosok száma | 228  | 204  | 183  | 163  | 136  | 135  | 124  | 113  | 95   | 104  |
|               | 2001 | 2004 | 2007 | 2009 | 2012 | 2014 | 2017 | 2019 | 2022 | 2024 |